# Chigirtma
 (septembre 2021).
Le chigirtma (en azéri : çığırtma) est un plat à base d'œufs originaire d'Azerbaïdjan. Le mot chigirtma (çığırtma) dans le nom du plat signifie qu'il comprend des œufs. Chigirtma signifie littéralement en azerbaïdjanais « cri ». On pense que le plat est appelé ainsi en raison des sons que la viande (ou les légumes) émet en cuisant dans l'huile chaude. Le chigirtma est préparé à partir de poulet, d'aubergines, de haricots verts, d'épinards et de mouton.

## Variantes
Les principaux ingrédients du chigirtma au poulet (en azéri : toyuq çığırtması) sont le poulet, les oignons, l'eau citronnée, les œufs, l'huile végétale ou le beurre fondu et les épices. Le poulet est bouilli puis placé dans la poêle et on y ajoute des oignons frits hachés, du jus de citron, des épices. On verse un peu de bouillon avant de laisser mijoter 20 minutes. Les œufs sont ajoutés au poulet et cuits jusqu'à ce que le plat soit prêt. Le poulet chigirtma peut être servi avec du plov nature qui est connu sous le nom de chigirtma-plov.
Pour un chigirtma (en azéri : lobya çığırtması) aux haricots verts, des haricots verts, des oignons, des œufs, de l'aneth, de l'huile végétale et des épices sont utilisés. Les haricots sont coupés en petits morceaux et bouillis. Les œufs, l'aneth haché et les épices sont mélangés dans un bol puis ajoutés aux oignons frits avec les haricots cuits. Le plat est servi avec du sarimsagli gatig (yaourt à l'ail écrasé).
Pour un badimjan chigirtma (chigirtma d'aubergines), les principaux ingrédients sont les aubergines, les oignons, le beurre fondu, les œufs, le persil et les épices. Les aubergines coupées en tranches sont salées et pressées pour en retirer le jus amer. Elles sont ajoutées aux oignons frits et cuites puis les œufs sont ajoutés. Le beurre fondu et le persil sont ajoutés avant de servir.
Le chigirtma à la viande (en azéri : qiymə çığırtması) est préparé avec de la viande de mouton, des oignons, du beurre fondu, du safran et des œufs. De l'aneth haché est ajouté avant de servir.
Pour un chigirtma aux épinards (ispanag), les épinards, l'oseille, les oignons, les œufs et le beurre fondu sont les principaux ingrédients. Du lait caillé et du persil haché accompagnent ce plat,.
Une variante du chigirtma, appelée Ganja chigirtma, est spécifique à la ville de Gandja en Azerbaïdjan. Le plat est composé de viande de mouton, d'oignons, de beurre fondu, de tomates, d'herbes (coriandre et aneth) et d'épices. La viande est cuite dans son bouillon dans une casserole profonde. Les oignons et les œufs frits séparément sont ajoutés lorsque la viande est cuite. Le mélange est mijoté jusqu'à ce que les œufs soient cuits. Les tomates et les herbes sont ajoutées avant de servir. Le Ganja chigirtma est servi avec du lait acidulé,.